# I955
L'i955 (conosciuto anche con il nome in codice Glenwood) è un chipset Intel presentato a metà 2005 per supportare i Pentium 4 Prescott e Pentium 4 EE su socket 775 e i primi processori dual core Intel, vale a dire i Pentium D e Pentium Extreme Edition Smithfield.
Parallelamente all'i955, Intel ha presentato anche l'i945 (Lakeport) che offriva prestazioni leggermente inferiori a causa dell'assenza di alcune specifiche tecnologie che miglioravano la latenza di accesso alla memoria RAM e ai bus di sistema, ma a fronte di un costo d'acquisto decisamente più contenuto e quindi maggiormente interessante da parte dei produttori di motherboard che potevano così realizzare prodotti con maggior margine di profitto.
I 2 chipset sono stati i successori, rispettivamente, dell'i925 (Alderwood) e dell'i915 (Grantsdale) presentati nel 2004.

## Caratteristiche tecniche

Schema a blocchi del chipset i955X

Essendo una versione potenziata dell'i945, le caratteristiche dell'i955 erano praticamente le stesse e veniva prodotto nel package  "Flip Chip Ball Grid Array 1202 (FCBGA)".
Tra le caratteristiche più importanti dell'i955 (rispetto al predecessore) vi è proprio il supporto dei primi processori Intel dual core, i Pentium D, anch'essi basati sul Socket 775, e i Pentium Extreme Edition che a causa del maggior consumo energetico richiedevano espressamente questo chipset e non la controparte economica i945 che poteva accogliere solo i Pentium D.
L'i955 offriva il supporto per ben 8 GB di memoria DDR2-667 (anche ECC) grazie al supporto per le estensioni EM64T integrate nelle CPU per la compatibilità con il codice a 64 bit, mentre il BUS era ancora quello fino a 1066 MHz introdotto con la variante i925XE del predecessore i925 che nella sua versione iniziale si limitava agli 800 MHz. L'interfaccia di connessione con la scheda video era quella PCI Express x16 ma il chipset offriva supporto per altre 6 linee PCI Express (al posto delle 4 del modello precedente) che potevano venire utilizzate dai produttori di motherboard a propria discrezione.
Forniva inoltre, tra le altre cose, il supporto alla tecnologia Hyper-Threading che, nei Pentium Extreme Edition consentiva di gestire 4 thread contemporaneamente per la prima volta sui PC desktop (sui Pentium 4 che erano single core i thread gestibili simultaneamente erano 2). 
Il southbridge divenne l'ICH7 che, come il precedente, consentiva ai produttori di schede madri di integrare fino a 8 porte USB 2.0. Dato il rapido sviluppo dell'interfaccia SATA, Intel scelse di limitare il supporto ad un unico canale PATA di tipo UltraATA 100 con supporto RAID alle modalità "0", "1", "10" e, per la prima volta, "5", oltre alla cosiddetta modalità Intel Matrix; ad essere precisi, la modalità RAID "5" era fornita via software e richiedeva quindi un certo lavoro da parte della CPU (proprio per questo motivo Intel consigliava l'utilizzo di tale modalità in abbinamento a processori dual core) per gestire i calcoli XOR necessari per la creazione dei dati di parità. Per controbilanciare il limite di un solo canale PATA, era stato migliorato il supporto proprio degli hard disk SATA; l'i955 offriva ancora 4 porte SATA, ma queste erano del tipo SATA-300 (sempre dotate di supporto al NCQ), teoricamente in grado di offrire una ampiezza di banda doppia per ciascuna periferica collegata.
Lo standard audio integrato era rimasto l'Intel High Definition Audio, chiamato da Intel con il nome in codice Azalia. La qualità era nettamente migliore rispetto a quella dello standard AC '97 e quindi anche un sistema con audio integrato poteva svolgere le funzioni di un impianto home theater. Per quanto riguarda la scheda di rete, ancora una volta il supporto era offerto attraverso lo standard PCI Express.
La comunicazione tra Northbridge e southbridge era rimasta invece la cosiddetta Direct Media Interface da 1 GB/s (nei chipset attuali è di ben 2 GB/s) basata anch'essa sul BUS PCI Express, e introdotta da Intel con il predecessore dell'i945, l'i915 Grantsdale.
Tra le caratteristiche che distinguevano l'i955 Glenwood dall'i945 Lakeport, si possono ricordare alcune funzionalità mirate all'ottimizzazione delle prestazioni, come ad esempio la tecnologia Intel Memory Pipeline (Intel MPT), la tecnologia Intel Flex Memory, e infine la tecnologia "Intel Active Management" (IAMT), oltre alla già citata compatibilità del primo con i Pentium Extreme Edition e il limite dell'i945 di "soli" 4 GB di memoria RAM supportata.
L'unica versione disponibile era la seguente:
- i955X

Dove la "X" sta per "Express"

## Il successore
L'i955 e la sua versione economica i945, sono stati rimpiazzati da Intel tra la fine del 2005 e la metà del 2006, dall'i975 e dall'i965 (Broadwater). La vera novità introdotta con questi chipset è stato il supporto ai nuovi processori Core 2 Duo Conroe.